# たちかわ中央公園スケートパーク
たちかわ中央公園スケートパーク（たちかわちゅうおうこうえんスケートパーク）は、東京都立川市緑町に2009年にオープンした市営のスポーツ施設。IKEA立川のすぐそば。

## 概要
スケートボード、インラインスケート、BMXが利用できる。広さは約560平方メートル。

## 施設
コンクリートカーブボックス、コンクリートバンク、水平ハンドレールが1つずつ設置されている。

## アクセス
- 所在地 - 緑町105-3
- 鉄道 - 多摩都市モノレール線高松駅から徒歩7分